# 天府机场站
天府机场站，位于成都市代管的四川省简阳市芦葭镇成都天府国际机场综合交通中心地下，是蓉昆高铁上的一座铁路车站。2023年12月26日建成投入使用，旅客可乘坐高铁进入成都市区，或前往乐山、峨眉山、自贡、泸州、宜宾等地。

## 车站结构
本站为地下两层三洞七跨双岛式站台六线车站。

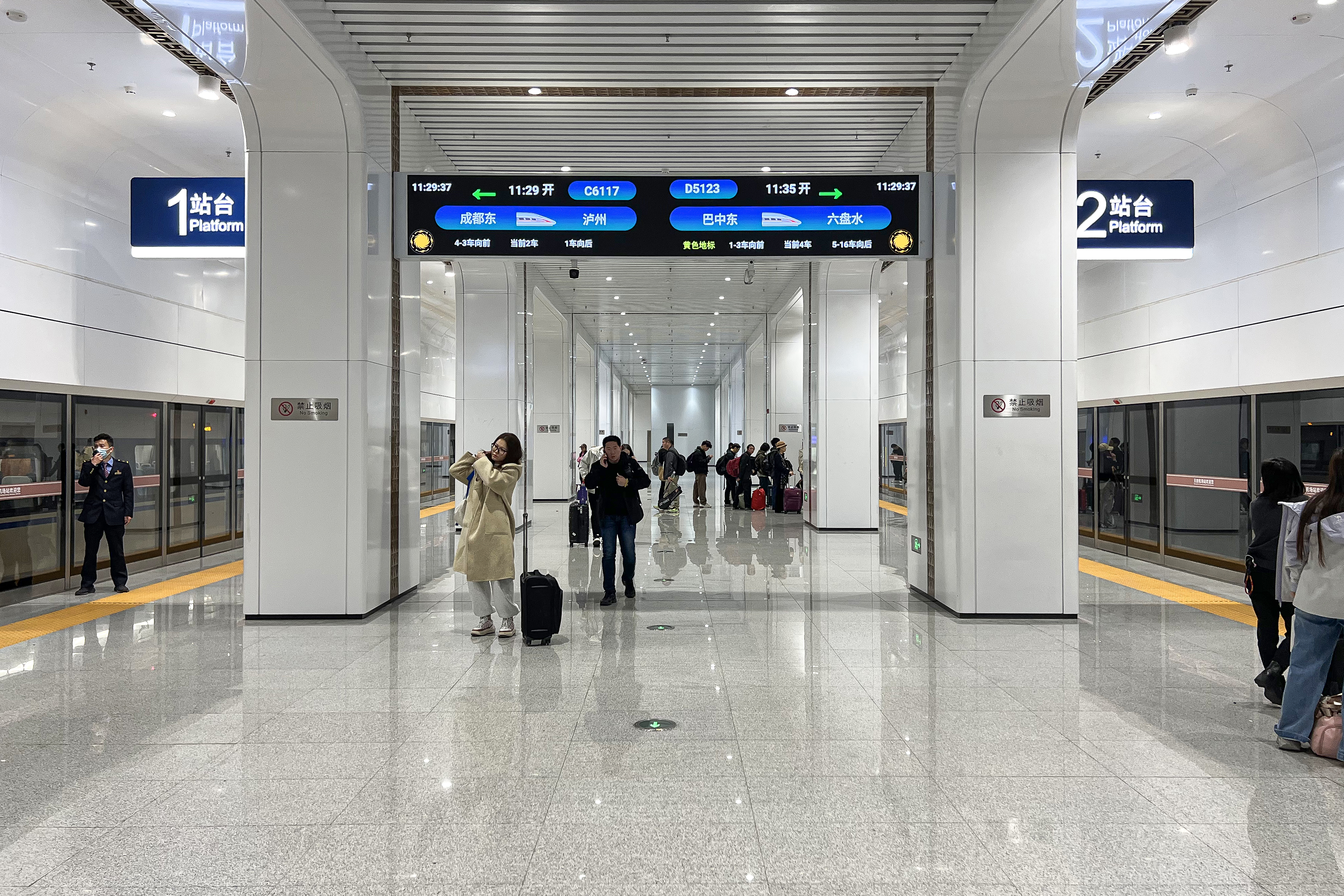
1-2站台（宜宾方向）
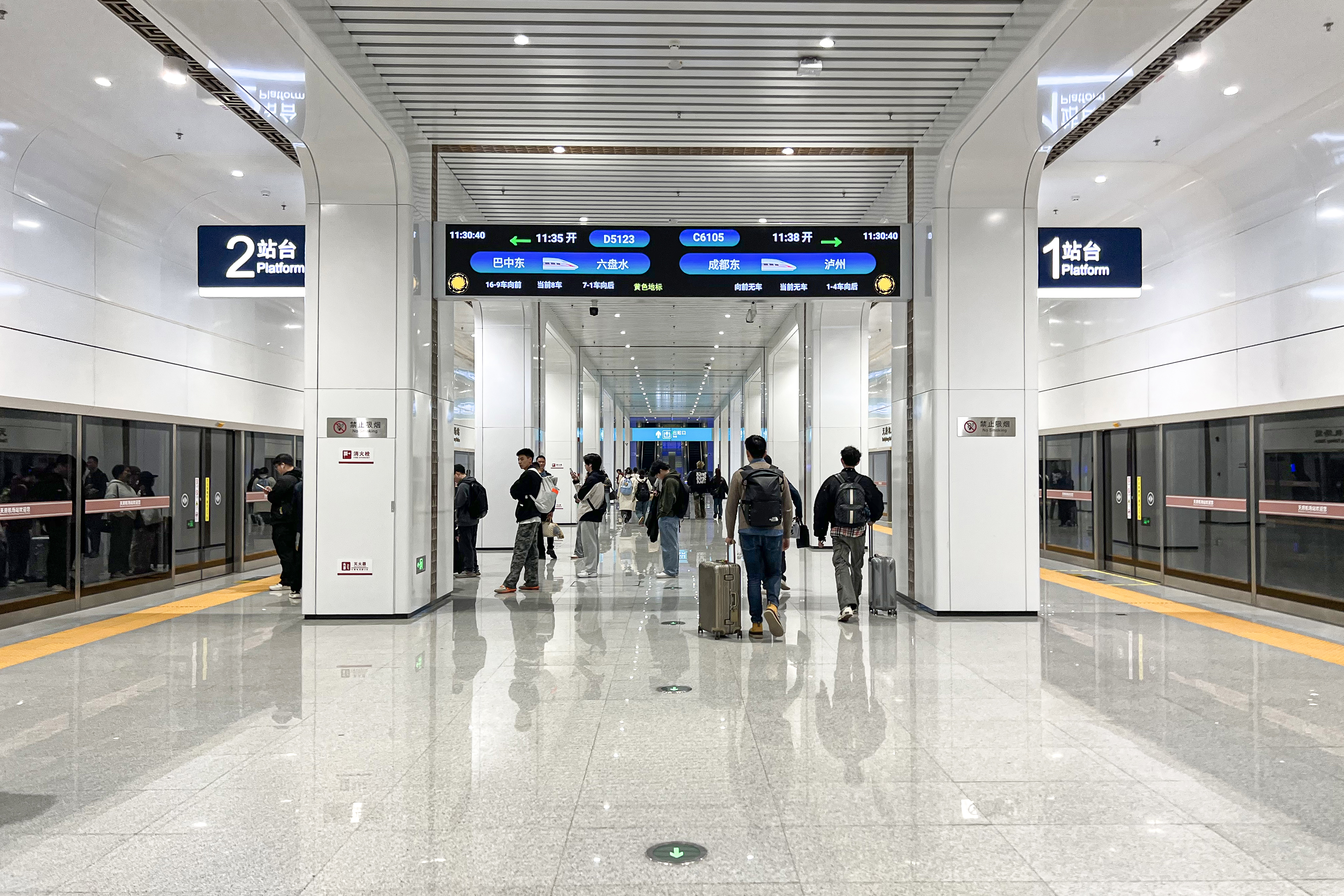
1-2站台（宜宾方向）
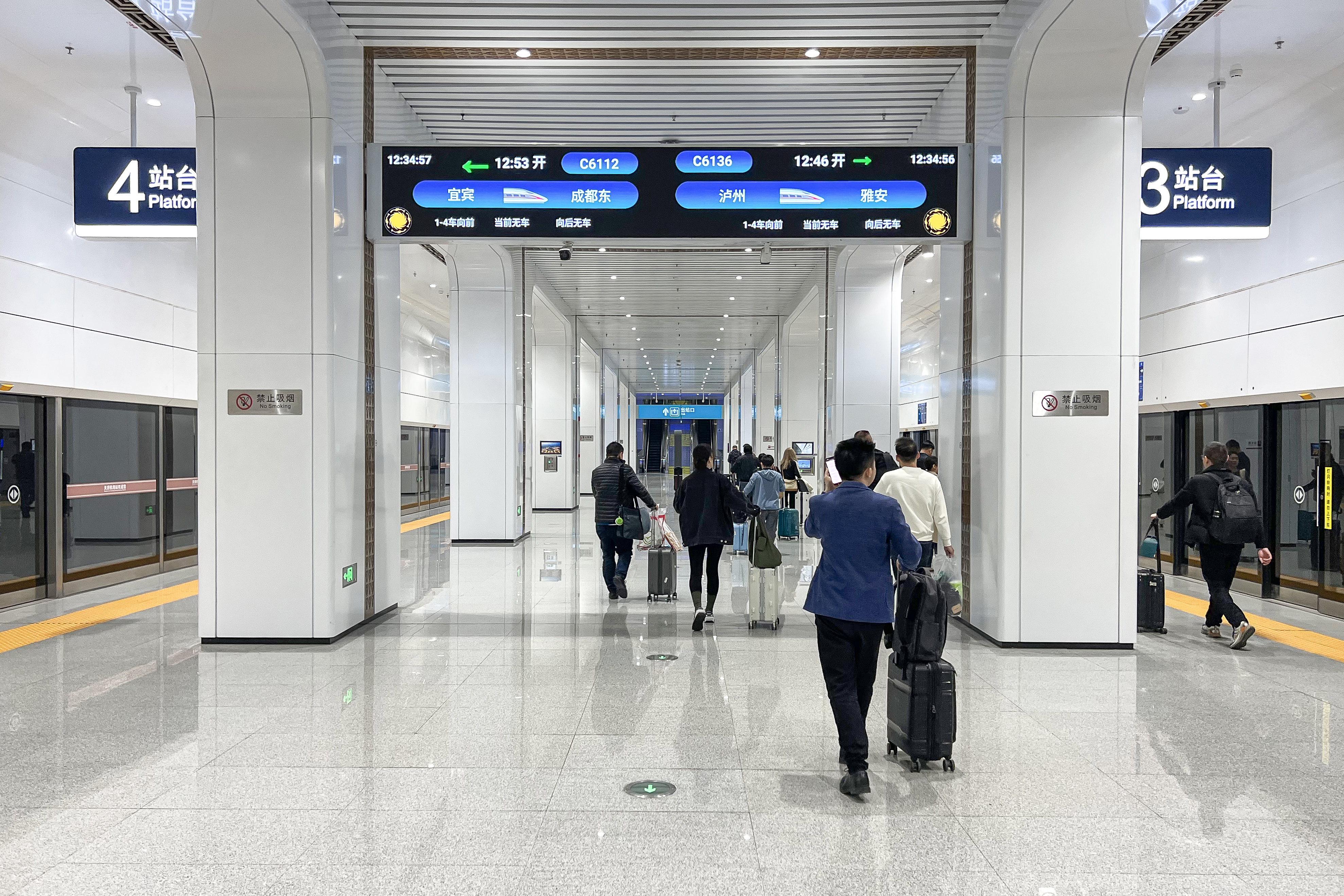
3-4站台（成都方向）
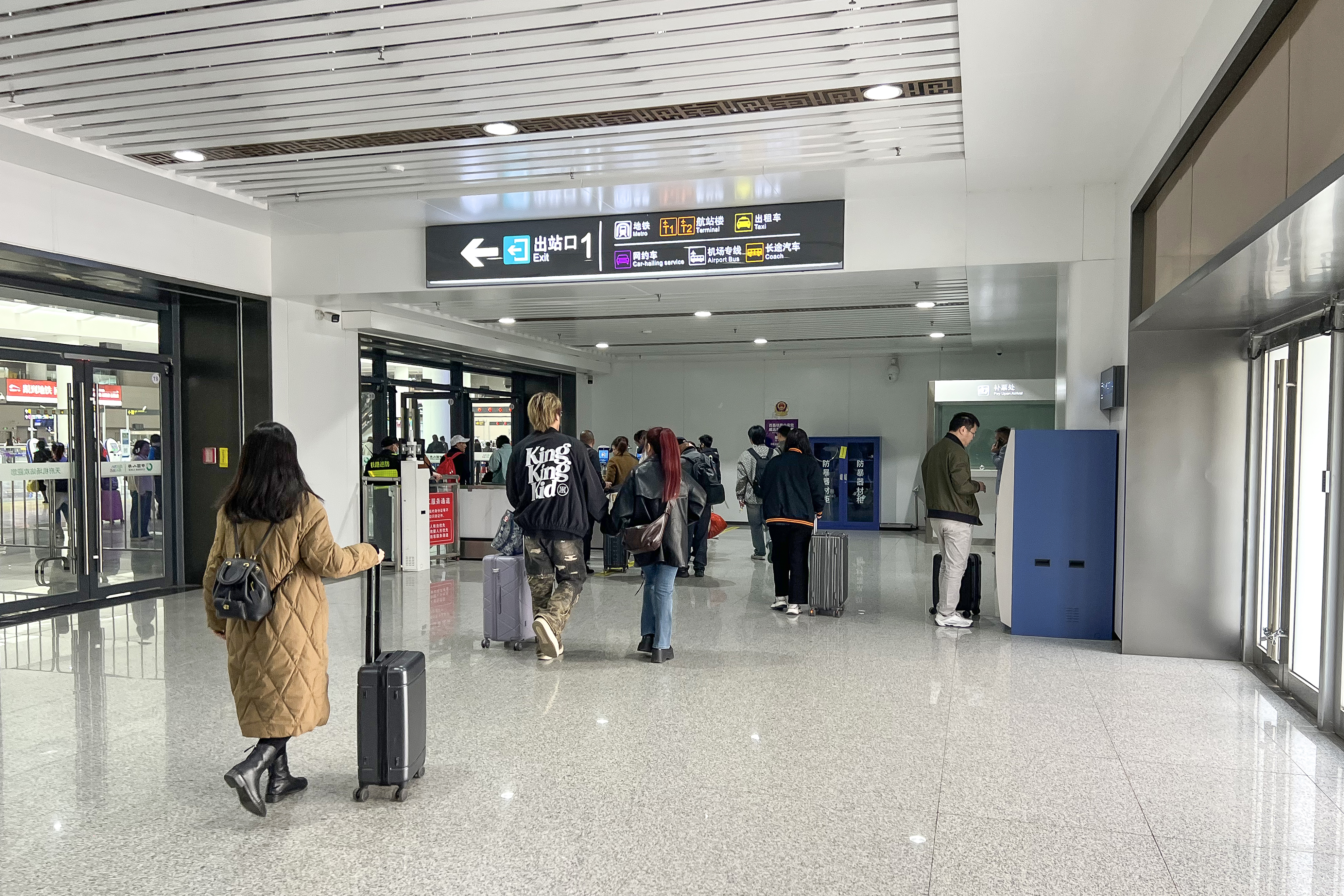
出站厅
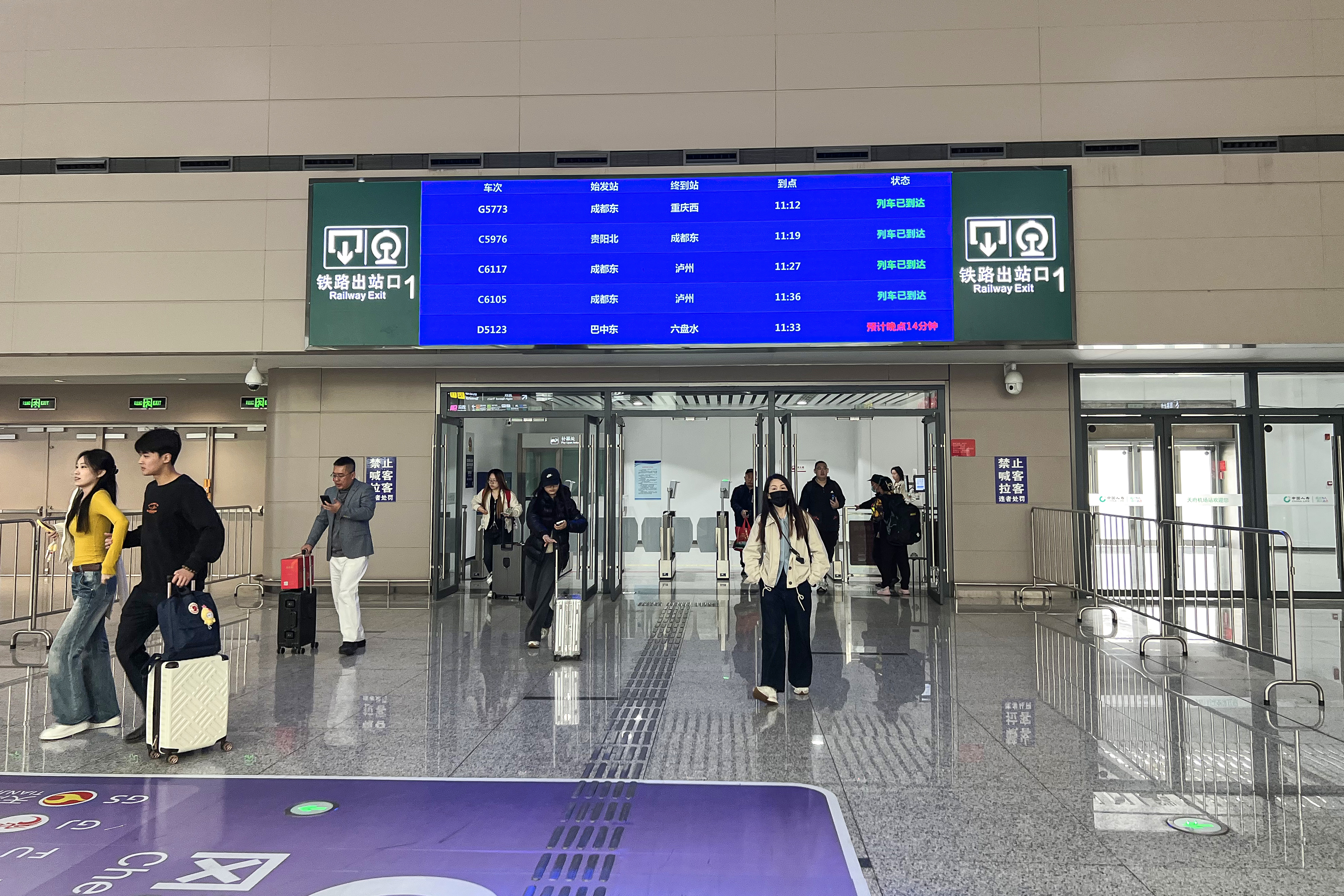
1号出站口